# خواكين بيكيريز
خواكين بيكيريز (مواليد 24 أغسطس 1998) هو لاعب كرة قدم من الأوروغواي يلعب في مركز الظهير الأيسر أو خط الوسط في نادي بالميراس.